# Middlesex University
Middlesex University is een Britse openbare universiteit gelegen in Hendon in het noordwesten van Groot-Londen. 
De universiteit is als dusdanig erkend sinds 1992 maar is ontstaan uit meerdere instellingen waarvan de oudste, het St Katherine's College uit Tottenham, dateert uit 1878. Ook het Hornsey College of Art (1882), het Ponders End Technical Institute (1901) en Hendon Technical Institute (1939) behoorden tot de instellingen die in 1973 fuseerden tot Middlesex Polytechnic. In 1992 ontstond Middlesex University uit Middlesex Polytechnic door een Royal Assent, en als gevolg van de Britse Further and Higher Education Act.
Met zijn naam refereert de instelling naar zijn ligging binnen de historische grenzen van het voormalige graafschap Middlesex.

## Alumni (een selectie)
- Ray Davies (1944), singer-songwriter
- Helen Mirren (1945), actrice
- Roger Glover (1945), muzikant
- Milton Jones (1964), komiek
- Alison Goldfrapp (1966), zangeres
- Dermot O'Leary (1973), presentator
- Alan Carr (1976), comedian
- Freema Agyeman (1979), actrice
- Marina Diamandis (1985), singer-songwriter